# Mieczysławów (województwo świętokrzyskie)
Mieczysławów – wieś sołecka w Polsce położona w województwie świętokrzyskim, w powiecie opatowskim, w gminie Tarłów.
| SIMC    | Nazwa    | Rodzaj     |
| ------- | -------- | ---------- |
| 0808446 | Jadwigów | przysiółek |

W latach 1975–1998 miejscowość administracyjnie należała do województwa tarnobrzeskiego.
Według spisu powszechnego z roku 1921 w kolonii Mieczysławów było 31 domów 191 mieszkańców